# Стані Кемпомпо Нгангола
Стані Кемпомпо Нгангола (8 січня 1974) — конголезький плавець.
Учасник Олімпійських Ігор 2008 року.